# Ventuari
Ventuari (španělsky Río Ventuari) je řeka ve Venezuele. Je přibližně 600 km dlouhá. Povodí má rozlohu 40 000 km².

## Průběh toku

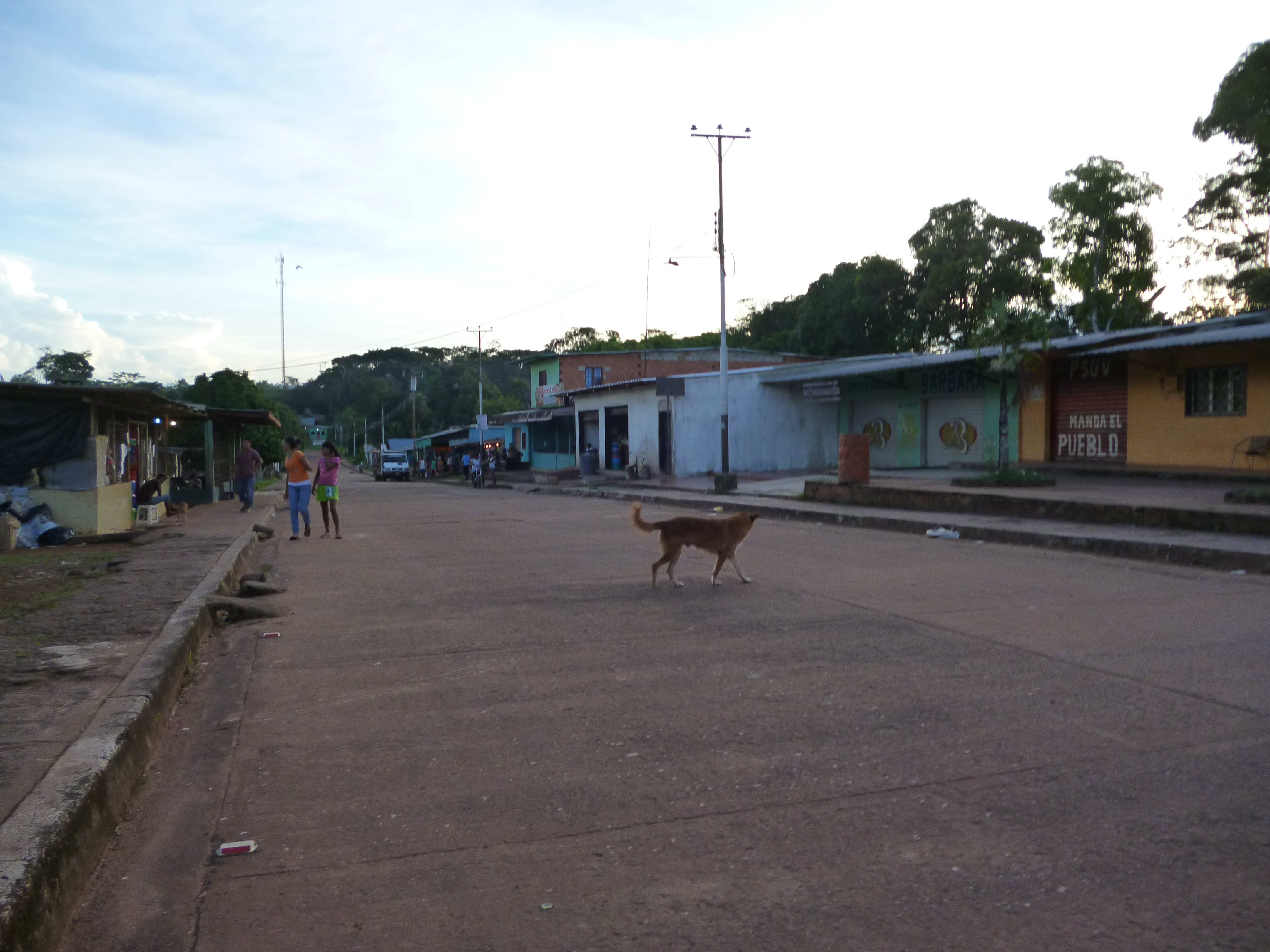
San Juan de Manapiare

Pramení v západní části Guyanské vysočiny a teče kopcovitou krajinou, která je porostlá tropickým lesem. Na řece se vyskytuje mnoho peřejí. Je to pravý přítok Orinoka.

## Vodní režim
Vyšší vodní stavy jsou v období dešťů od dubna do října.

## Využití
Na řece je na oddělených úsecích rozvinutá lodní doprava. Leží na ní malé město San Juan de Manapiare.